# Wybory do Izby Poselskiej Republiki Czeskiej w 2021 roku
Wybory parlamentarne w Czechach w 2021 roku – odbyły się w Czechach 8 i 9 października 2021. W ich wyniku wybrano 200 członków Izby Poselskiej IX Kadencji.

## Tło
Po wyborach parlamentarnych w Czechach w 2017 krajem rządził mniejszościowy rząd składający się z ANO 2011 (ANO) kierowanego przez ówczesnego premiera Andreja Babiša oraz Czeskiej Partii Socjaldemokratycznej (ČSSD), kierowanej przez ówczesnego ministra spraw wewnętrznych Jana Hamáčka, wraz ze wsparciem Komunistycznej Partii Czech i Moraw (KSČM) do kwietnia 2021. Największą partią opozycyjną była Obywatelska Partia Demokratyczna (ODS), zaraz za nią uplasowała się Czeska Partia Piratów. Inne partie w Izbie Poselskiej to SPD, TOP 09, STAN i KDU-ČSL.
Babiš ponownie kandydował, jako lider ANO, na kandydata na premiera, a główne partie parlamentarnej opozycji utworzyły dwa sojusze wyborcze, SPOLU oraz PirStan (sojusz Czeskiej Partii Piratów oraz STAN). ANO prowadziło w sondażach przedwyborczych, na kolejnych miejscach było kolejno SPOLU oraz PirStan. W wyborach było jednak doszło do niespodziewanego zwycięstwa liberalno-konserwatywnego sojuszu SPOLU, który otrzymał najwięcej głosów, podczas gdy populistyczne ANO uzyskało najwięcej mandatów. Żaden sondaż nie umieścił SPOLU na pierwszym miejscu przed głosowaniem.
Partie opozycyjne zdobyły większość w Izbie Poselskiej i zgodziły się na utworzenie koalicyjnego rządu z liderem SPOLU Petrem Fialą jako nowym premierem. Lewicowe ČSSD i KSČM po raz pierwszy od rozpadu Czechosłowacji w 1993 nie przekroczyły progu wyborczego, przez co nie przysługiwały im żadne mandaty w Izbie Poselskiej. Piraci, będący jedną z czołowych partii opozycyjnych, ponieśli poważną klęskę w wyniku, stosowanej dopiero od tych wyborów, nowej ordynacji wyborczej – głosowania preferencyjnego i zdobyli zaledwie 4 mandaty w Izbie Poselskiej. Petr Fiala został mianowany nowym premierem 28 listopada 2021, a reszta nowego gabinetu została powołana 17 grudnia 2021.

## System wyborczy
W wyborach parlamentarnych w 2017, 200 posłów do Izby Deputowanych zostało wybranych z 14 okręgów wielomandatowych w drodze proporcjonalnej reprezentacji z progiem wyborczym wynoszącym 5% dla partii, 10% dla sojuszy dwupartyjnych, 15% dla sojuszy trójpartyjnych oraz 20% dla sojuszy czterech lub więcej partii. Przydzielanie miejsc odbywało się za pomocą metody D'Hondta. Głosujący mogli oddać głos preferencyjny maksymalnie czterem kandydatom z listy. Kandydaci, którzy otrzymają głosy preferencyjne od ponad 5% wyborców, są przenoszeni na początek swojej listy; w przypadku, gdy więcej niż jeden kandydat otrzyma więcej niż 5% głosów preferencyjnych, są oni klasyfikowani według otrzymanych głosów.
Początkowo spodziewano się, że wybory parlamentarne w 2021 odbędą się przy użyciu tego samego systemu wyborczego, Trybunał Konstytucyjny orzekł jednak, na podstawie skargi złożonej przez grupę senatorów z Burmistrzów i Niezależnych, KDU-ČSL i TOP 09, że system wyborczy był nieproporcjonalny i preferował większe partie. Decyzja Trybunału Konstytucyjnego, opublikowana 3 lutego 2021, ustaliła próg dla sojuszy na poziomie 5% i usunęła niektóre przepisy dotyczące podziału mandatów. Przed wyborami weszły w życie nowe przepisy, ustanawiające próg 5% dla pojedynczych partii, 8% dla koalicji dwóch partii i 11% dla koalicji trzech lub więcej partii.

### Partie polityczne
Tabela przedstawia listę partii politycznych reprezentowanych w Izbie Poselskiej po przeprowadzonych w 2017 wyborach parlamentarnych.
| Nazwa | Nazwa   | Ideologia                 | Lider           | wynik z 2017 | wynik z 2017 |
| Nazwa | Nazwa   | Ideologia                 | Lider           | Głosy (%)    | Miejsca      |
| ----- | ------- | ------------------------- | --------------- | ------------ | ------------ |
|       | ANO     | Populizm                  | Andrej Babiš    | 29,6%        | 78           |
|       | ODS     | Liberalny konserwatyzm    | Petr Fiala      | 11,3%        | 25           |
|       | Piraci  | Polityka piratów          | Ivan Bartoš     | 10,8%        | 22           |
|       | SPD     | Prawicowy populizm        | Tomio Okamura   | 10,6%        | 22           |
|       | KSČM    | Komunizm                  | Vojtěch Filip   | 7,8%         | 15           |
|       | ČSSD    | Socjaldemokracja          | Jan Hamáček     | 7,3%         | 15           |
|       | KDU-ČSL | Chrześcijańska demokracja | Marian Jurečka  | 5,8%         | 10           |
|       | TOP 09  | Liberalny konserwatyzm    | Markéta Adamová | 5,3%         | 7            |
|       | STAN    | Liberalizm                | Vít Rakušan     | 5,2%         | 6            |

## Wyniki
| Partia         | Partia                             | Głosy     | %      | Zmiana | Mandaty | Zmiana |
| -------------- | ---------------------------------- | --------- | ------ | ------ | ------- | ------ |
|                | Spolu                              | 1 493 905 | 27,79  | +5.36  | 71      | +29    |
|                | ANO 2011                           | 1 458 140 | 27,13  | –2.51  | 72      | –6     |
|                | Piraci i Burmistrzowie             | 839 776   | 15,62  | –0.36  | 37      | +9     |
|                | Wolność i Demokracja Bezpośrednia  | 513 910   | 9,56   | –1.08  | 20      | –2     |
|                | Přísaha                            | 251 562   | 4,68   | Nowa   | 0       | Nowa   |
|                | Czeska Partia Socjaldemokratyczna  | 250 397   | 4,66   | –2.62  | 0       | –15    |
|                | Komunistyczna Partia Czech i Moraw | 193 817   | 3,61   | –4.16  | 0       | –15    |
|                | Trójkolorowi–Wolni–Korsarze        | 148 463   | 2,76   | +1.20  | 0       | 0      |
|                | Wolny Blok                         | 71 587    | 1,33   | Nowa   | 0       | Nowa   |
|                | Partia Zielonych                   | 53 343    | 0,99   | –0.47  | 0       | 0      |
|                | Jesteśmy otwartymi Czechami        | 21 804    | 0,41   | Nowa   | 0       | Nowa   |
|                | Szwajcarska Demokracja             | 16 823    | 0,31   | Nowa   | 0       | Nowa   |
|                | Moravané                           | 14 285    | 0,27   | Nowa   | 0       | Nowa   |
|                | Sojusz dla Przyszłości             | 11 531    | 0,21   | –0.11  | 0       | 0      |
|                | Koruna Česká                       | 8 635     | 0,16   | Nowa   | 0       | Nowa   |
|                | Ruch Źródeł                        | 8 599     | 0,16   | Nowa   | 0       | Nowa   |
|                | Urza.cz                            | 6 775     | 0,13   | Nowa   | 0       | Nowa   |
|                | Sojusz Sił Narodowych              | 5 167     | 0,10   | +0.09  | 0       | 0      |
|                | Emeryci 21                         | 3 698     | 0,07   | Nowa   | 0       | Nowa   |
|                | Morawski Ruch Ziemski              | 1 648     | 0,03   | Nowa   | 0       | Nowa   |
|                | Lewica                             | 639       | 0,01   | Nowa   | 0       | Nowa   |
|                | Prawicowy Blok                     | 586       | 0,01   | +0.00  | 0       | 0      |
| Głosy nieważne | Głosy nieważne                     | 36 794    | –      | –      | –       | –      |
| Razem          | Razem                              | 5 411 884 | 100,00 | –      | 200     | –      |
| Frekwencja     | Frekwencja                         | 8 275 752 | 65,39  |        |         |        |
| Źródło: Volby  |                                    |           |        |        |         |        |

### Podział miejsc dla poszczególnych partii
|        |                                   |         |     |  |  |  |
| Partia | Partia                            | Miejsca | +/– |  |  |  |
|        | ANO 2011                          | 72      | –6  |  |  |  |
|        | Obywatelska Partia Demokratyczna  | 34      | +9  |  |  |  |
|        | Burmistrzowie i Niezależni        | 33      | +27 |  |  |  |
|        | KDU-ČSL                           | 23      | +13 |  |  |  |
|        | Wolność i Demokracja Bezpośrednia | 20      | –2  |  |  |  |
|        | TOP 09                            | 14      | +7  |  |  |  |
|        | Czeska Partia Piratów             | 4       | –18 |  |  |  |